# Liste des aires protégées en Mauricie
Cette liste comprend les aires protégées et les territoires de conservation de la faune et de la flore situés en Mauricie au Québec.
Au niveau fédéral, les aires protégées comprennent les parcs nationaux, les refuges d'oiseaux migrateurs, les réserves marines de faune, les réserves nationales de faune, les sites canadiens et les zones de protection marine. À l'exception des deux derniers, le territoire de la Mauricire ne comprend qu'un parc national, le parc national de la Mauricie.
Au niveau provincial, il existe six types d'aires protégées placées sous la responsabilité du ministère du Développement durable, de l'Environnement, de la Faune et des Parcs : cinq en vertu de la Loi de la conservation du patrimoine naturel et un en vertu de la Loi sur les espèces menacées ou vulnérables. La Mauricie comprend six réserves écologiques et deux réserves naturelles qui sont sous la première loi ainsi que six habitats floristiques qui sont sous la seconde loi et qui protègent des espèces floristiques menacées ou vulnérables.
Les réserves fauniques et les zones d'exploitation contrôlée (zec) sont des territoires qui sont gérés afin de rendre la chasse et la pêche accessibles tout en ayant pour mission la conservation de la faune. Les réserves fauniques sont gérées par le ministère des Ressources naturelles du Québec tandis que les zec sont gérées par des organismes à but non lucratif.
De plus, les zones importantes pour la conservation des oiseaux sont définis par l'organisation internationale BirdLife International et le Bas-Saint-Laurent en comprend dix dont trois sont également des refuges d'oiseaux migrateurs protégés.

## Aires protégées

### Parc national
Parc national de la Mauricie

### Réserves écologiques
- Réserve écologique du Bog-à-Lanières
- Réserve écologique Marcel-Léger
- Réserve écologique Irénée-Marie
- Réserve écologique Judith-De Brésoles
- Réserve écologique de Lac-à-la-Tortue
- Réserve écologique Marie-Jean-Eudes

### Réserves naturelles reconnues
Il y a huit réserves naturelles reconnues dans la région:
- Réserve naturelle Carmen-Lavoie
- Réserve naturelle de la Tortue-des-Bois-de-la-Shawinigan
- Réserve naturelle de la Tourbière-du-Lac-à-la-Tortue
- Réserve naturelle de l'Envol
- Réserve naturelle des Pointes
- Réserve naturelle du Lac-Vandal
- Réserve naturelle du Portageur
- Réserve naturelle Sûre-la-Montagne

### Écosystèmes forestiers exceptionnels
Il y a trois écosystèmes forestiers exceptionnels en Mauricie.
Forêt ancienne
- Forêt ancienne du Lac-Fer-à-Cheval
- Forêt ancienne du Grand-Lac-Macousine
- Forêt ancienne de la Rivière-Bostonnais
- Forêt ancienne du Lac-Écureuil

Forêt rare
- Forêt rare du Lac-Saint-Pierre
- Forêt rare du Lac-Boulé
- Forêt rare du Lac-du-Pasteur

## Refuge faunique
- Refuge faunique de Pointe-du-Lac

## Réserves fauniques et zones d'exploitation contrôlée

### Réserves fauniques
- Réserve faunique Mastigouche
- Réserve faunique du Saint-Maurice

### Zones d'exploitation contrôlée
- Zec de la Bessonne
- Zec Borgia
- Zec du Chapeau-de-Paille
- Zec de la Croche
- Zec Frémont
- Zec du Gros-Brochet
- Zec Jeannotte
- Zec Kiskissink
- Zec Ménokéosawin
- Zec Tawachiche
- Zec Wessonneau

## Annexe